# Le Préau, Centre dramatique national de Normandie-Vire
Le Préau, Centre dramatique national de Normandie-Vire, est une salle de spectacle située à Vire-Normandie, en Région Normandie, en France. Son activité est concentrée sur la création contemporaine, la pluridisciplinarité et est spécialisée dans les spectacles pour le jeune public,.

## Histoire
Yves Graffey, directeur du théâtre du « Gros Caillou » à Caen fonde en 1978 un Centre dramatique national enfance et jeunesse de Basse-Normandie. En 1992, son successeur Éric de Dadelsen fonde le Théâtre du Préau toujours à Caen. En 1995, le Théâtre du Préau se déplace à Vire, sous l’impulsion de Jean-Yves Cousin, député et maire de cette commune, dans une salle de l'hôtel de ville réaménagé à cet effet. Il prend le nom de Centre Dramatique National pour le Jeune Public (CDNJP). Jean-Jacques Morisseau conçoit un bâtiment qui accueil également le cinéma Le Basselin, qui est inauguré en 1996.
En 2002, le Centre Dramatique National pour le Jeune Public devient Établissement National de Production et de Diffusion Artistique (ÉNPDA). En 2006, ce dernier se transforme en Centre Dramatique Régional de Basse-Normandie, puis en 2017 se voit labellisé Centre dramatique national (CDN) en 2017, faisant de Vire la plus petite commune de France à avoir un CDN.

## Fonctionnement
Le CDN est financé par l'État, la Région Normandie, la commune nouvelle de Vire Normandie, et les conseils départementaux du Calvados, de la Manche et de l'Orne,.
Le CDN dispose de son propre atelier de construction de décors, lui permettant de mettre en œuvre sa politique de soutien à la création.

### Direction
- 1978-1992 : Yves Graffey
- 1992-2009 : Éric de Dadelsen
- 2009-2019 : Pauline Sales et Vincent Garanger[11]
- 2019-2025 : Lucie Berelowitsch[12],[13]

## Voir également